# Ingmar Süberkrüb
Ingmar Süberkrüb (* 1976 in Bielhausen) ist ein deutscher Komponist und Musiker.

## Leben
Süberkrüb wurde im hessischen Bielhausen geboren und musizierte bereits ab seinem vierten Lebensjahr. Er lernte zunächst Geige und Keyboard und wurde später Bratscher in verschiedenen Symphonieorchestern sowie Mitglied in Bands. Nach dem Abitur studierte er an der Hochschule für Musik und Darstellende Kunst Frankfurt am Main und Filmmusik, Jazz und Arrangement am Berklee College of Music in Boston. Nach seinem Abschluss wurde Süberkrüb unter anderem für die Produktion der beiden Musikalben This Very Moment von Hacienda und Es ist Juli (2004) von Juli angeheuert. 2009 bildete er gemeinsam mit Ulli Bartel, Christoph König und Jörg Brinkmann das Streichquartett Hot Club of St. Pauli. Ferner arrangierte er für den Komponisten Martin Lingnau das Musical Das Orangenmädchen und komponierte die Bühnenmusik zu Christopher Werths Inszenierung von Die Altruisten am Schauspielhaus Bochum.

## Filmografie (Auswahl)
- 2010: Küss Dich Reich
- 2011: Serengeti
- 2017: Charité (Fernsehserie, 6 Folgen)
- 2018: Aenne Burda – Die Wirtschaftswunderfrau (Fernsehzweiteiler)
- 2018: Draußen in meinem Kopf
- 2019: Expeditionen ins Tierreich (Fernsehserie, 2 Folgen)
- 2020: Die Leopardin
- 2021: Der Palast (Fernsehserie)
- 2022: Meine Chaosfee & ich